# Płotnikowo (wieś w obwodzie kemerowskim)
Płotnikowo (ros. Плотниково) – wieś (dieriewnia( w Rosji, w obwodzie kemerowskim, w rejonie promyszlennowskim. W 2010 liczyła 260 mieszkańców.